# El tigre enmascarado
El tigre enmascarado es una película de wéstern mexicana de 1951, escrita y dirigida por Zacarías Gómez Urquiza, y protagonizada por Luis Aguilar, Flor Silvestre y Aurora Segura.

## Argumento
Un sacerdote es asesinado por el cruel jefe de una banda, por lo que su hermano se enmascara y promete vengar su muerte.

## Reparto
- Luis Aguilar como Luis Landa, «El tigre enmascarado».
- Flor Silvestre como Rosita.
- Aurora Segura como Rigoleta.
- Francisco Avitia como Don Pepe.
- Emma Roldán como Doña Rebeca.
- Pascual García Peña como Picardia.
- Carlos Valadez como El Cortado.
- Roberto G. Rivera
- José L. Murillo como Justo.
- Agustín Fernández como Don Tomás.
- Victorio Blanco como Don Raúl.
- Rogelio Fernández como Espectador.
- Eufrosina García como Soledad.
- José René Ruiz como Enano.

## Canciones
- «Ella» escrita por José Alfredo Jiménez e interpretada por Luis Aguilar
- «Cuatro caminos» escrita por José Alfredo Jiménez e interpretada por Roberto G. Rivera
- «Siempre tu amor» escrita por Ramón Salas e interpretada por Flor Silvestre
- «Bajo tu balcón» escrita por Jacobo Kendis e interpretada por Luis Aguilar
- «El tigre» escrita por Nicolás G. Curiel e interpretada por Luis Aguilar
- «Qué rechulo es querer» escrita por Cuco Sánchez e interpretada por Flor Silvestre
- «El aguamielero» escrita por Felipe Gil
- «Mal pagadora» escrita por Felipe Valdés Leal e interpretada por Roberto G. Rivera
- «Cantar con ganas» escrita por Trío Los Vaqueros
- «Entre copa y copa» (no acreditada) escrita por Felipe Valdés Leal e interpretada por Francisco Avitia
- «Largo al factotum» de The Barber of Seville (no acreditada) escrita por Gioachino Rossini e interpretada por Luis Aguilar